# Abbaye d'Otterberg
L'abbaye d'Otterberg, fondée en 1145, est une ancienne abbaye cistercienne située dans la commune d'Otterberg dans l'arrondissement de Kaiserslautern, en Allemagne.

## Histoire

### Fondation
L'abbaye d'Otterberg est fondée en 1145 par des moines venus de l'abbaye d'Eberbach, répondant ainsi à la demande faite par l'évêque de Mayence Heinrich Ier en 1143. Suivant la tradition cistercienne, le premier abbé vient avec douze moines ; la petite communauté s'implante dans une zone boisée très peu peuplée. Ce premier site se révèle inadapté et les moines demandent conseil à Hildegarde de Bingen ; celle-ci leur indique l'emplacement actuel, sur lequel les moines s'établissent en 1160.

### Essor au Moyen Âge

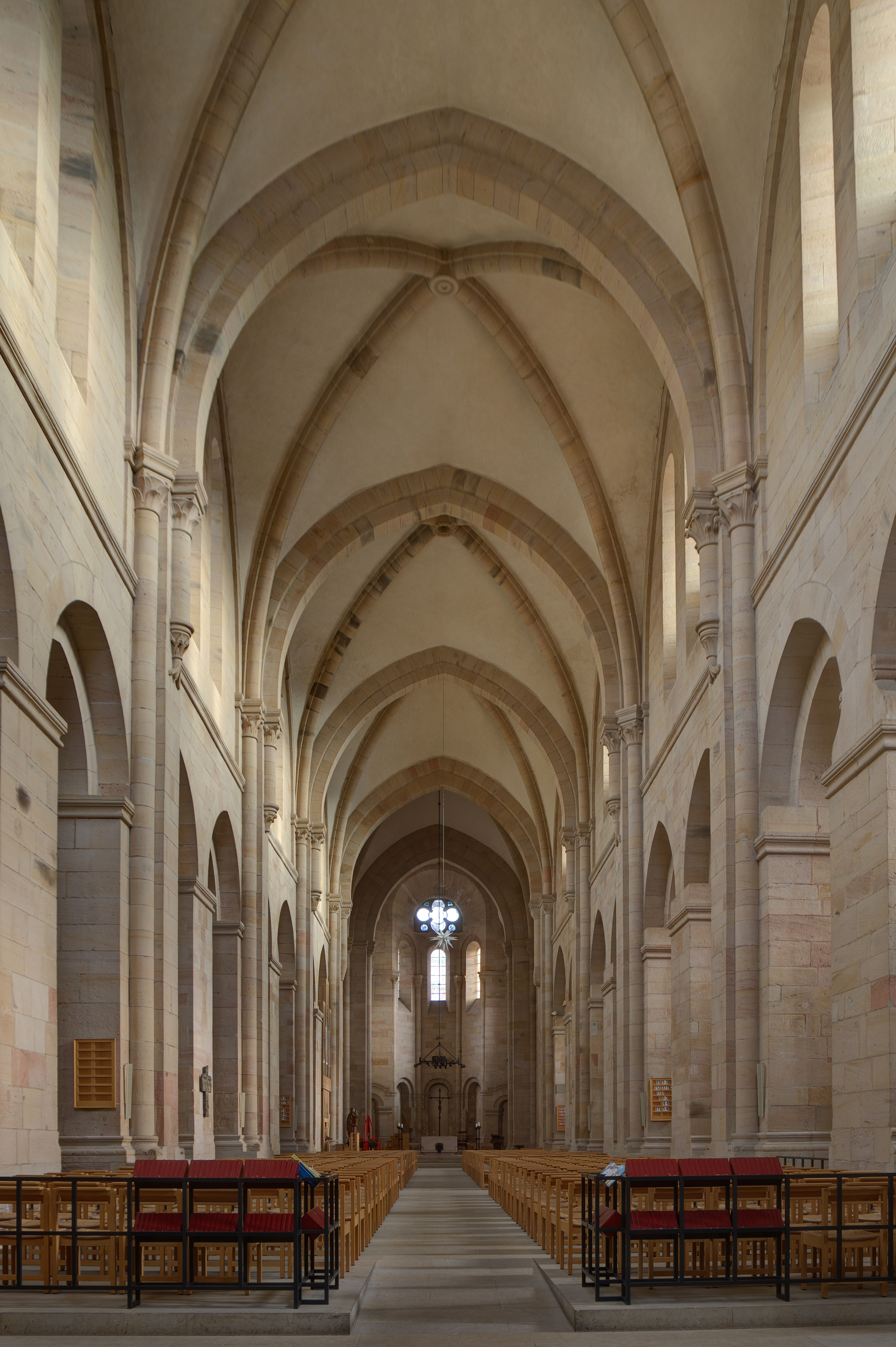
Intérieur de l'église abbatiale.

Les travaux de fondation de l'église abbatiale sont entamés en 1168. Les travaux hors sol ne commencent cependant que vers 1180. Ils durent jusqu'au milieu du siècle suivant, notamment sous l'abbatiat de Philippe, de 1195 à 1225, durant lequel sont réalisés le chœur et le transept. En 1236, l'élévation des piliers de la nef est terminée et la construction du triforium commence ; elle est menée en même temps que l'élévation des bas-côtés, de 1236 à 1242, alors que la façade est en cours d'élévation. En 1246, c'est la pose du toit. Le 10 mai 1254, la nouvelle église abbatiale est consacrée par Arnold, évêque de Liège auxiliaire. En ce qui concerne les autres bâtiments monastiques, en revanche, leur date de construction n'est pas aussi certaine, et on ne sait pas s'ils sont déjà bâtis lors de la consécration de l'église abbatiale.

### Crises et déclin
Durant tout le XIIIe siècle, la prospérité de l'abbaye s'accroît et les dons affluent. Le repli d'Otterberg commence au XIVe siècle, notamment à cause des guerres incessantes menées par les comtes palatins. Au XVe siècle, ces troubles s'accroissent et la situation de l'abbaye empire. Au XVIe siècle, l'abbaye est victime de pillages durant la guerre des paysans : le passage des armées en 1525 ruine l'église et les autres bâtiments, dans des proportions inconnues. L'abbaye se redresse, mais faiblement.

### La Réforme et la transformation des bâtiments
À la suite de la Réforme, l'abbaye est fermée en 1561 ; l'abbé Wendelin Merbot est déposé et chassé avec les moines restants. Frédéric III, l'électeur palatin du Rhin, en acquiert la gestion ; en 1579, l'abbaye accueille des réfugiés religieux de l'Église wallonne ; c'est à ce moment que l'abbaye souffre le plus, car les réfugiés utilisent l'édifice comme carrière de pierres afin de construire des habitations. Cependant, l'église abbatiale est maintenue à peu près en état aux débuts.
En 1612, ce bon état architectural n'est plus de mise. Le toit et les verrières de l'église sont « délabrés » (« baufällig »). En 1621, les troupes espagnoles, sous la conduite d'Ambrogio Spinola, sont victorieuses de Frédéric V du Palatinat et occupent la région. En 1629, elles rendent l'abbaye aux cisterciens ; mais l'arrivée des armées suédoises en 1648, ainsi que les traités de Westphalie, entérinent le départ définitif des moines.
Cet état empire au cours du XVIIe siècle. En 1671, le clocher et la toiture de l'ancienne abbatiale sont incendiés par la foudre. L'abbatiale est mentionnée dans la clause religieuse du traité de Ryswick : elle doit être transformée en église simultanée. Toutefois, en 1705, elle est accaparée par les protestants ; un compromis datant de l'année suivante attribue aux catholiques le transept et le chœur ; les deux parties de l'église sont séparées physiquement par un mur en 1708.

### L'abbatiale devenue église paroissiale

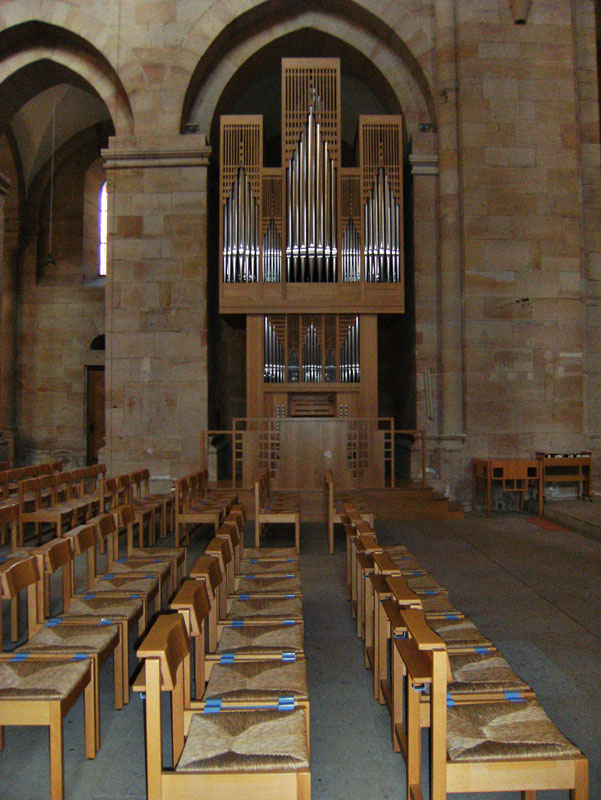
L'orgue de l'église simultanée.

L'occupation française durant la Révolution et l'Empire met fin provisoirement au statut religieux de l'édifice, utilisé par les armées comme grange, ce qui cause des dommages très coûteux réparés au cours du XIXe siècle. En parallèle, l'aménagement de l'église est amélioré, avec la construction en 1898 d'une sacristie, et plusieurs rénovations de la nef et des murs extérieurs en 1902, 1911, 1970-1971, enfin de 1978 à 1991. Le mur de séparation entre les eux parties de l'église est abattu en 1979.

## Architecture

### Église abbatiale

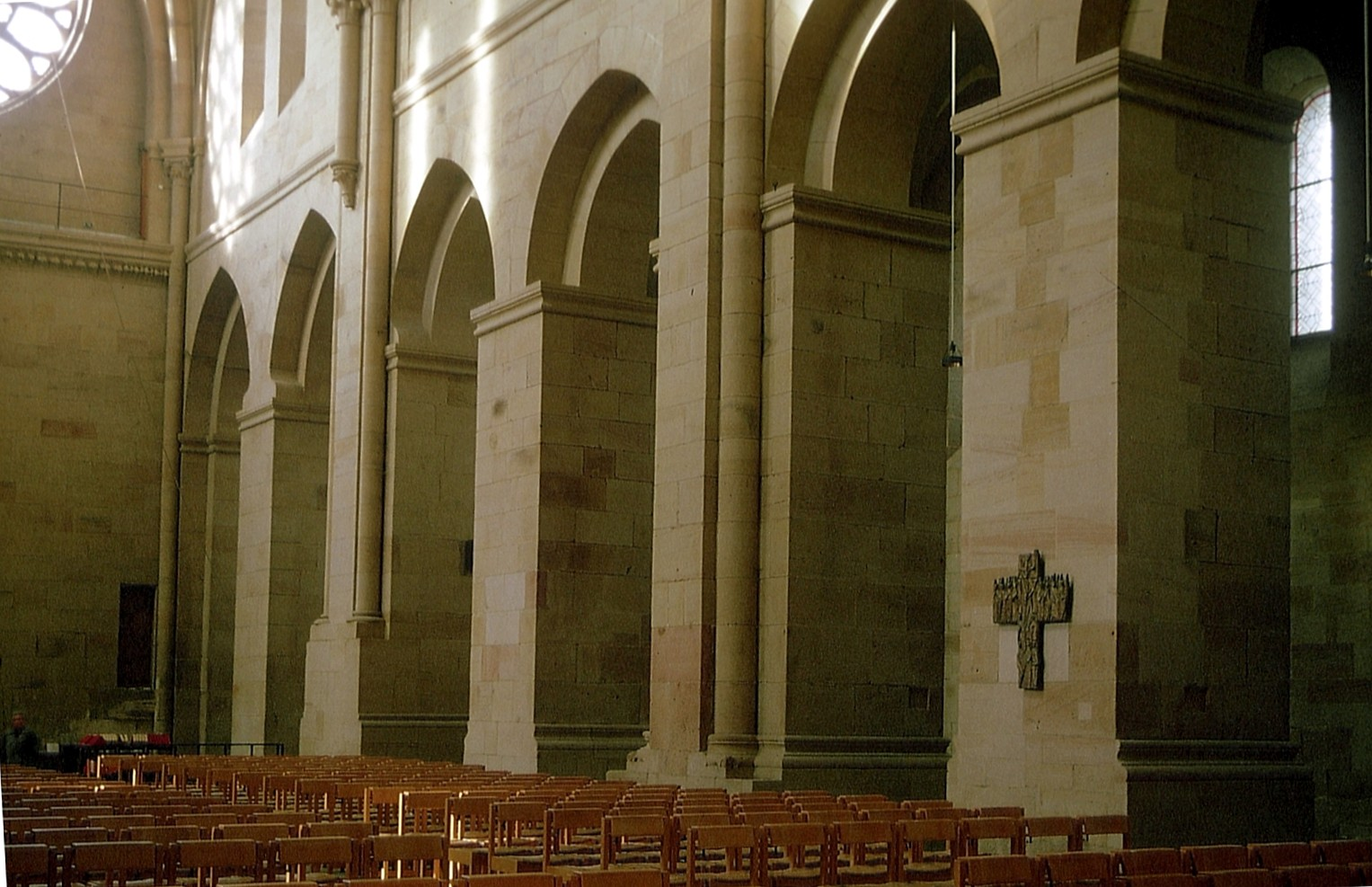
La nef de l'abbatiale, avec ses piliers à base carrée.

L'église abbatiale est un des seuls bâtiments de l'abbaye qui soient parvenus jusqu'au XXe siècle. C'est une des plus grandes abbatiale cisterciennes, longue de 84 mètres, large de 36 au transept et haute de 26 hors œuvre. Le chœur, de forme presque carrée, se termine à l'est par une abside polygonale. En revanche, les chapelles latérales du transept et de la nef, ainsi que le narthex ont disparu.
L'abbatiale, fait assez rare dans l'art cistercien des débuts, est ornée, et ce depuis les débuts, d'une rose dans la façade principale. Cependant, respectant la sobriété bernardine, cette rose ainsi que tous les vitraux de l'abbatiale était dotée de vitres blanches et non de vitraux.

### L'aile des moines

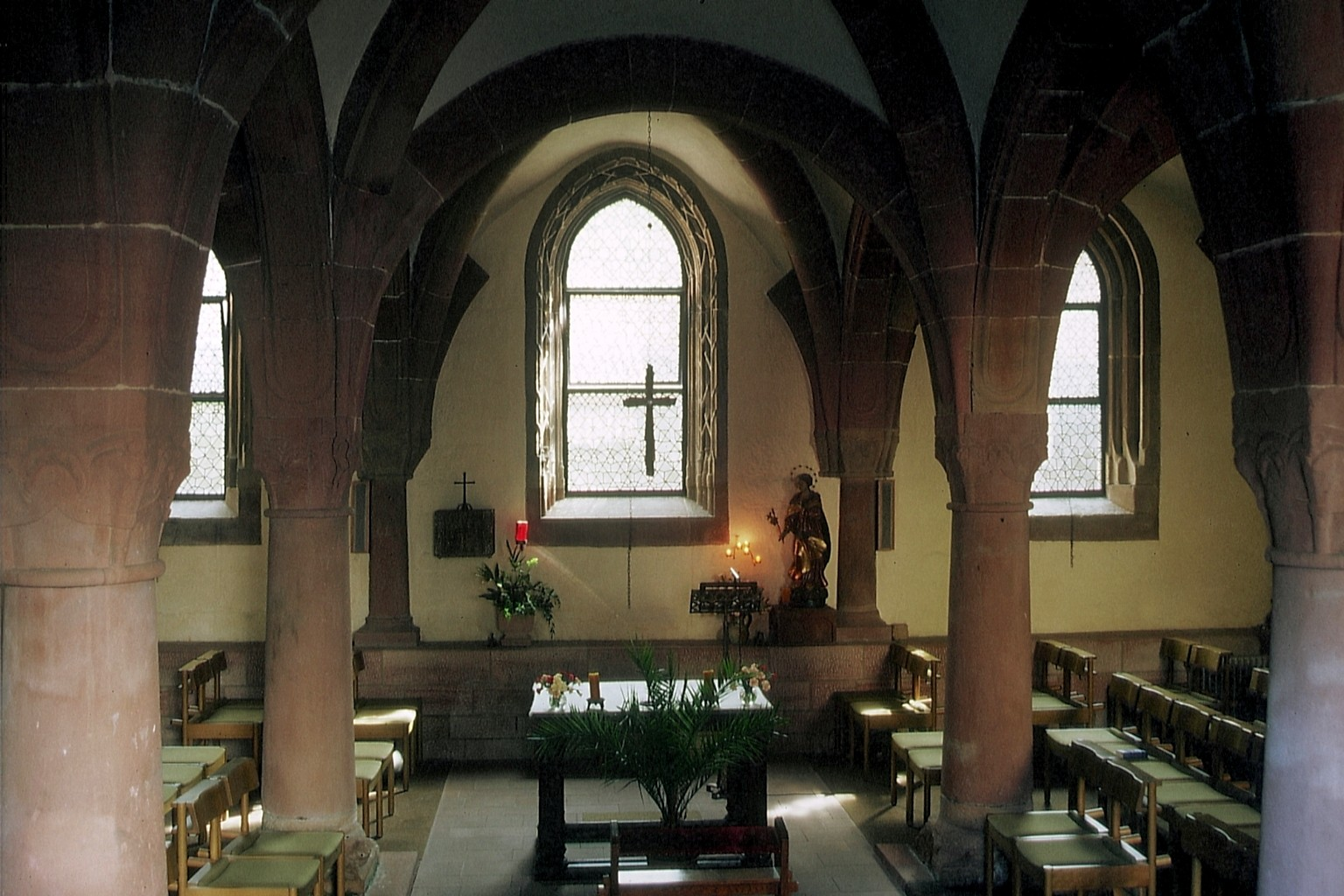
La salle des moines transformée en lieu de culte, seule autre reste de l'ancienne abbaye.

L'aile orientale de l'abbaye est la seule autre partie du monastère qui ait été conservée. Elle n'est toutefois pas intacte, et n'abrite plus que la salle capitulaire et quelques chambres. La salle capitulaire, quant à elle, est en partie retrouvée sous une maison du voisinage à la fin du XXe siècle.